# Municipio Libertador de Caracas
El Municipio Libertador de Caracas es el único municipio del Distrito Capital de la República Bolivariana de Venezuela, y está dividido en veintidós parroquias, como lo son La Candelaria, Altagracia, Caricuao, entre otras. Es además, uno de los cinco municipios que conforman el área metropolitana de Caracas, perteneciendo los otros cuatro al estado Miranda. 
En términos estrictos, es el único municipio de la ciudad de Caracas; ya que junto al resto, comprende el territorio de la Gran Caracas. Desde hace años, se ha querido actualizar la organización político-administrativa de Caracas, ya que en la práctica se asume que los municipios del antiguo Distrito Metropolitano de Caracas son parte de la ciudad.

## Historia
Antiguamente se denominaba Departamento Libertador, que junto con el extinto Departamento Vargas era parte del Distrito Federal, el cual fue creado en la Constitución de Venezuela de 1864 como resultado de la Federación venezolana. Su regente era un gobernador designado por el Poder Ejecutivo, pero luego de las reformas legales de 1988, y 1989 los Departamentos pasaron a llamarse Municipios, por lo que se le adjudicó el nombre de Municipio Autónomo Libertador y se creó la figura del Alcalde designada por elección popular.
En 1960 se aprueba la música para el primer himno de Caracas compuesta por el ítalo venezolano Tiero Pezzuti, la letra definitiva fue aprobada solo en 1984 tras un concurso público donde el ganador resultó ser José “Chelique” Sarabia.
Posteriormente en 1998 el Municipio Vargas se separa para conformar el Estado Vargas; el Distrito Federal desaparece como parte de los cambios introducidos en la  Constitución de 1999 y se crea el Distrito Capital, con la misma extensión de su antecesor y dirigida por un alcalde.
Adicionalmente en el año 2000 se crea el Distrito Metropolitano de Caracas que abarca (además de Libertador) a los cuatro municipios que son del Estado Miranda (sin afectar por ello la jurisdicción de dicho Estado).
En el 2009 el municipio Libertador queda bajo la administración del Jefe de Gobierno del Distrito Capital sin dejar de formar parte del Distrito Metropolitano. Jackeline Farias es designada primera jefe de Gobierno.
En 2017 se disuelve el Distrito Metropolitano de Caracas, el Municipio Libertador queda solo bajo la autoridad del gobierno del Distrito Capital.
En 2022 se anuncia la creación de una nueva bandera, escudo e himno para el municipio decisión que no estuvo exenta de polémica. El nuevo himno con música de Manuel Barros y letra de Noel Márquez por ejemplo incluye referencias a El Caracazo del 27 de febrero de 1989 una revuelta y disturbios contra el entonces presidente Carlos Andrés Pérez.

## Geografía

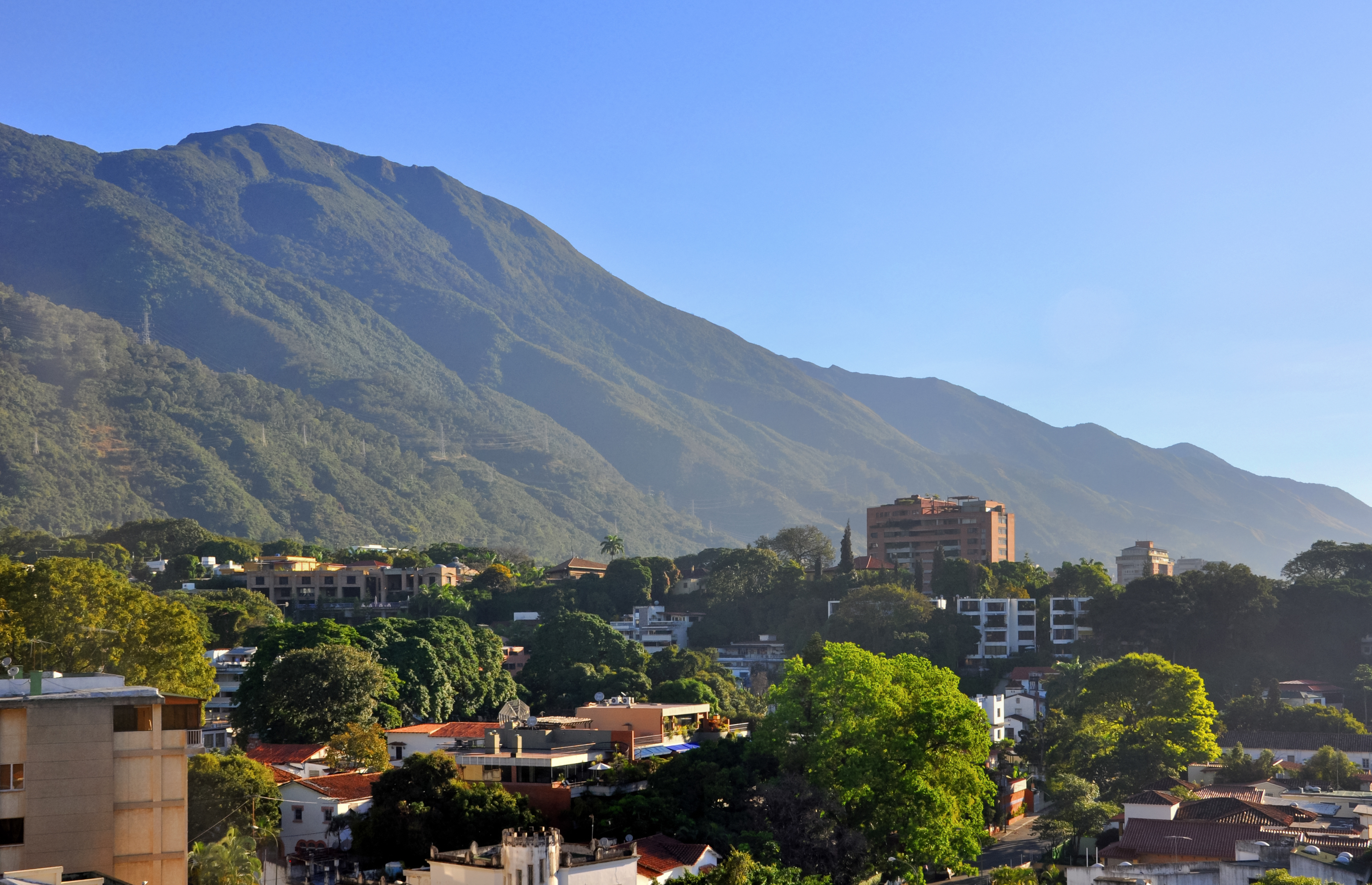
Cerro El Ávila, Municipio Libertador de Caracas

Posee 433 km² de superficie, lo que lo convierte en el municipio más extenso del área metropolitana de Caracas, y es además el más poblado del país con aproximadamente 2.055.680 habitantes para el año 2022. Todo su territorio, conjuntamente con la de los municipios de Baruta, Chacao, Sucre y El Hatillo del Estado Miranda, conforman el Distrito Metropolitano de Caracas. Es el municipio más urbanizado del país, contando con importantes parques, museos, plazas y zonas históricas que lo hacen ser de importante potencial turístico además de económico, por ser la sede de los poderes públicos y las principales sedes empresariales e industriales de la nación. Fuerte Tiuna, uno de los complejos militares más importantes del país, está ubicado en este municipio.
En este municipio se encuentran el Palacio de Miraflores, sede del ejecutivo, el Capitolio Federal, sede de la Asamblea Nacional, el Tribunal Supremo de Justicia (TSJ), el Consejo Nacional Electoral, el Ministerio Público, la Contraloría General de la República y la Defensoría del Pueblo. Ocupa las zonas del oeste y centro de Caracas; destacan las parroquias como Sucre (Catia) y Antimano, localidades aledañas que se encuentran englobadas en Caracas como El Valle y otras que conforman una localidad aparte como Caricuao sin dejar de formar parte de la misma ciudad. La urbanización más lujosa de la ciudad, Caracas Country Club, se encuentra ubicada entre la Parroquia El Recreo y el Municipio Chacao.
Una pequeña parte del Este de la Gran Caracas es parte de este Municipio, en la Parroquia El Recreo, conocida como el centro-este de la ciudad, la cual limita con los municipios Chacao y Baruta del Estado Miranda. Sabana Grande es conocida como la Puerta del Este de Caracas, por ser el espacio de conexión entre el centro y el este de Caracas. Caracas Country Club es una de las urbanizaciones del centro-este de Caracas, así como también Los Caobos, Las Delicias, La Campiña, etc. En los últimos años, la Quebrada Chacaíto ha sido para muchos la nueva Puerta del Este de Caracas, ya que fija el límite entre el Municipio Libertador y el Municipio Chacao. Esta barrera simbólica se ha acentuado a raíz de las manifestaciones ciudadanas en contra del proceso político que Venezuela ha vivido.

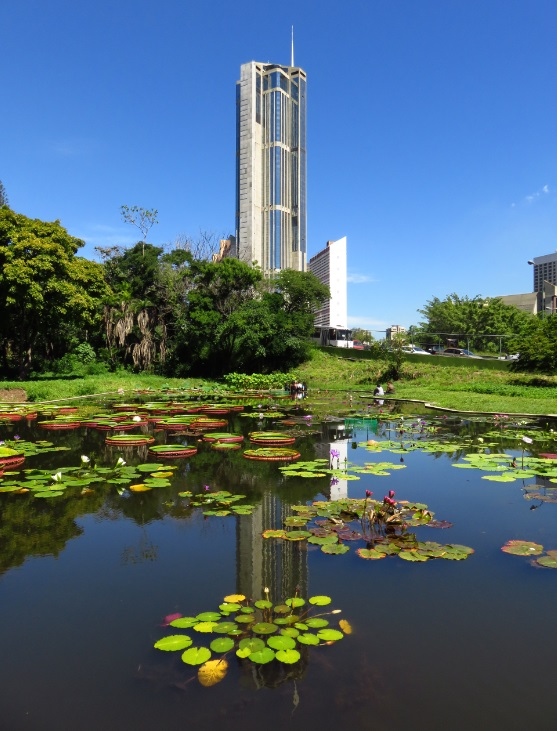
Laguna Venezuela en el Jardín Botánico de la UCV frente a las torres de Parque Central

Como casi todo el este de la ciudad forma parte del Estado Miranda, se asume generalmente que el Municipio Libertador ocupa las áreas del oeste y el centro de Caracas. Se ha comentado que es necesario volver a definir los límites de Caracas, ya que la ciudad creció hacia el Este, como estuvo planificado por los urbanistas como Maurice Rotival. El nuevo centro de la ciudad sería la Plaza Venezuela de la urbanización Los Caobos, la cual ha sido, por lo menos en la práctica, el centro geográfico de Caracas en las últimas décadas. Lamentablemente, esto no se llegó a materializar y la parte de la ciudad que creció hacia el este no es parte de Caracas en sentido pleno. Caracas no es equivalente a la Gran Caracas.
Los poderes públicos se concentran en el Municipio Libertador en claro contraste de instituciones diplomáticas y sedes de compañías privadas que preferentemente se ubican en los municipios Chacao o Baruta, aunque algunas tienen presencia limitada en El Recreo, como la Embajada de Abjasia, relacionada con la Federación Rusa. También se encuentran en Libertador la sede del Banco Central de Venezuela y tres de los cuatro bancos más grandes de Venezuela, el Banco Mercantil, Banco de Venezuela y Banco Provincial además de otros como el Banco Exterior y Banco Industrial de Venezuela. En este municipio, también se encuentran los principales museos del país. En este municipio también se encuentra ubicado el imponente Paseo Los Próceres.

### Áreas Verdes
En el territorio del municipio Libertador se encuentran 2 parques nacionales. Al norte parte del parque nacional El Ávila con el Teleférico de Caracas y al suroeste parte del parque nacional Macarao. Otras áreas verdes incluyen el Jardín Botánico de la Universidad Central de Venezuela, el Parque del Oeste Alí Primera, el Parque Los Caobos, el Parque Ezequiel Zamora o El Calvario, el Parque Miraflores, el Paseo Los Próceres, el Parque Zoológico de Caricuao, el Parque Internacional de La Paz, El Círculo Militar (incluyendo el llamado Laguito) entre otros.

### Parroquias

Las 22 parroquias de Municipio Libertador

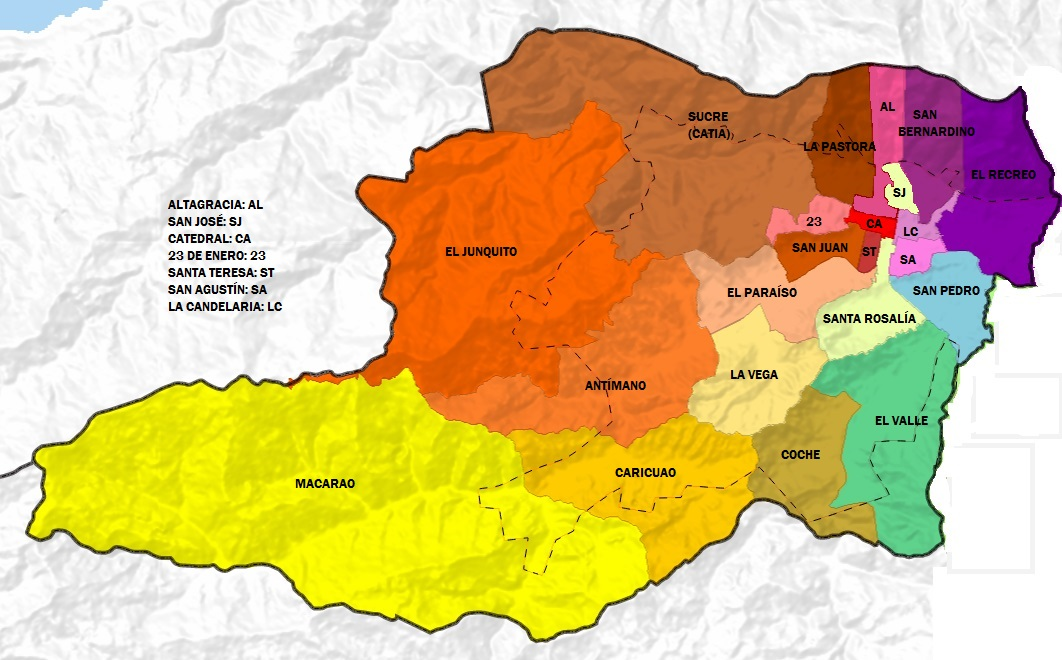
Mapa político del Municipio Libertador

El Municipio Bolivariano Libertador está conformado por 22 parroquias:
| #     | Parroquia      | Superficie (km²) | Población (hab.) | Densidad (hab./km²) |
| ----- | -------------- | ---------------- | ---------------- | ------------------- |
| 1     | Santa Rosalía  | 6,1              | 190.282          | 19.524,8            |
| 2     | El Valle       | 31,1             | 261.117          | 4.958,8             |
| 3     | Coche          | 13,0             | 109.830          | 4.510,6             |
| 4     | Caricuao       | 24,8             | 248.200          | 6.902,1             |
| 5     | Macarao        | 131,4            | 100.217          | 388,5               |
| 6     | Antímano       | 29,5             | 214.437          | 5.279,9             |
| 7     | La Vega        | 12,9             | 219.206          | 11.362,4            |
| 8     | El Paraíso     | 10,4             | 198.830          | 11.298,1            |
| 9     | El Junquito    | 56,0             | 93.800           | 842,3               |
| 10    | Sucre          | 58,3             | 612.255          | 6.846,5             |
| 11    | San Juan       | 3,8              | 177.947          | 26.517,6            |
| 12    | Santa Teresa   | 0,8              | 45.000           | 25.467,5            |
| 13    | 23 de enero    | 2,5              | 148.990          | 33.792,4            |
| 14    | La Pastora     | 7,6              | 149.980          | 11.833,7            |
| 15    | Altagracia     | 3,7              | 67.700           | 11.095,7            |
| 16    | San José       | 2,6              | 66.982           | 14.823,1            |
| 17    | San Bernardino | 9,9              | 59.621           | 2.641,8             |
| 18    | Catedral       | 1,0              | 28.777           | 5.539,0             |
| 19    | La Candelaria  | 1,2              | 111.088          | 53.544,2            |
| 20    | San Agustín    | 1,7              | 83.200           | 27.929,4            |
| 21    | El Recreo      | 18,1             | 214.500          | 5.936,9             |
| 22    | San Pedro      | 6,7              | 122.000          | 9.373,4             |
| Total | Total          | 433,1            | 3.523.959        | 8.136,6             |

## Economía

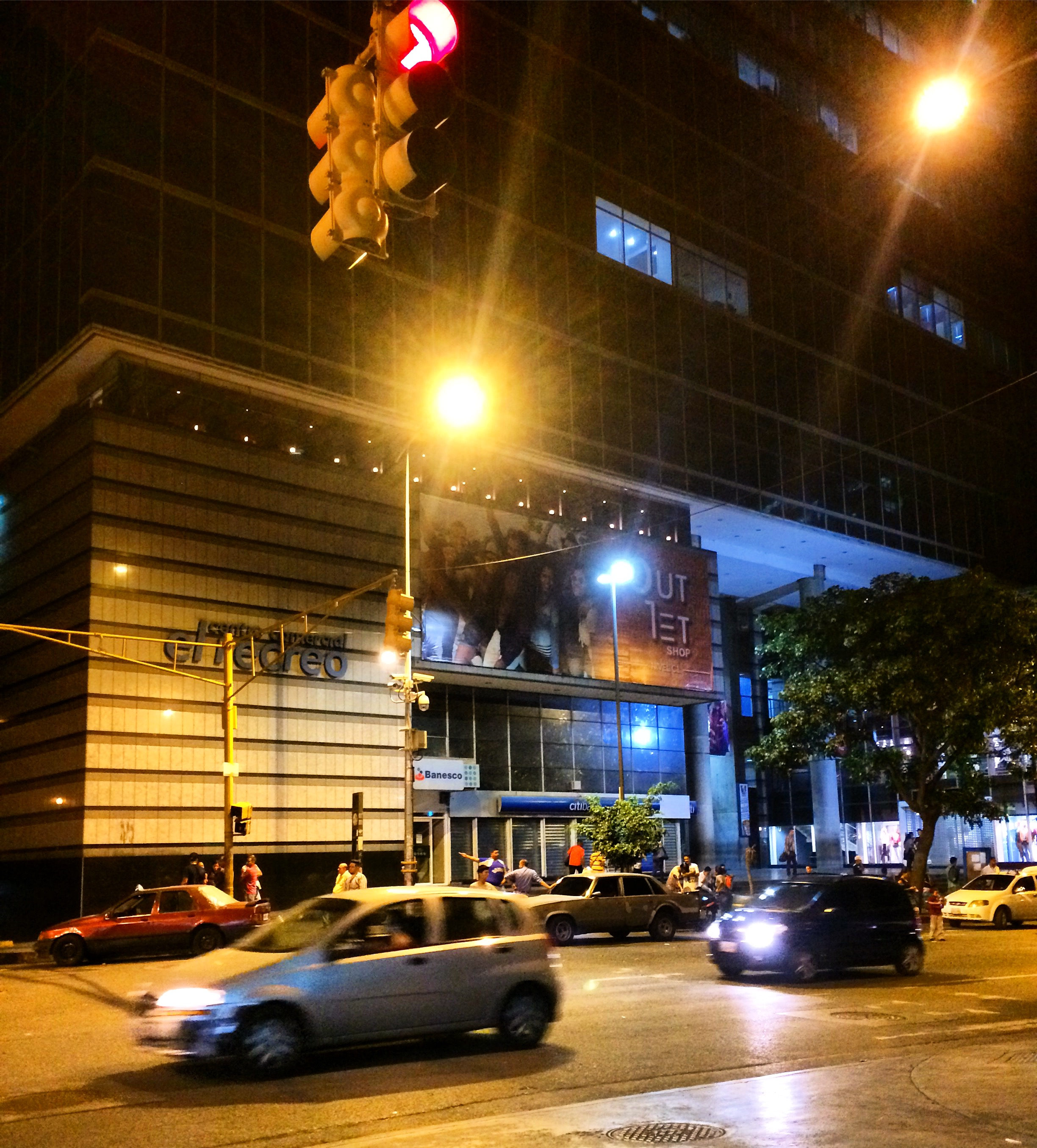
Centro Comercial El Recreo

Al este del municipio, también se encuentran las sedes de las principales compañías públicas y privadas del país, PDVSA, CANTV, Electricidad de Caracas, Torre Phelps, Amnistía Internacional, CitiBank y Empresas Polar, esta última la principal empresa privada de Venezuela. La zona de Sabana Grande, una importante área financiera, turística, cultural y comercial en Caracas, es también parte del municipio, resaltando el bulevar de Sabana Grande, el cual recibe 500 mil visitantes diariamente. También destaca la Universidad Central de Venezuela en la urbanización Valle Abajo de la Parroquia San Pedro, la más rica en términos per cápita. La Parroquia El Recreo es la más rica en términos nominales del Municipio Libertador y produce más del 50 por ciento de los ingresos de la Alcaldía. 
La Parroquia El Recreo, específicamente Sabana Grande, es la zona más comercial del Municipio Libertador y produce la mitad de sus ingresos fiscales. La Cámara de Construcción Venezolana también se encuentra en este municipio.

## Política y Gobierno
El poder público municipal se compone de dos poderes, el Poder ejecutivo ejercido por el alcalde del Municipio Libertador, y el legislativo representado por el Concejo Municipal del Municipio Libertador. Actualmente el municipio responde a un segundo nivel de poder, representado por el gobernador del Distrito Capital, cargo designado por el Gobierno Nacional.

### Poder Ejecutivo
El Alcalde es la primera autoridad civil del municipio y jefe del ejecutivo municipal. Es electo por los ciudadanos inscritos en la jurisdicción electoral del municipio para un período de cuatro años, con derecho a reelección indefinida, pudiendo ser revocado a la mitad de su mandato mediante referéndum. La Alcaldesa actual del municipio Libertador es Carmen Meléndez, quien asumió el cargo tras ser electa en las elecciones municipales de 2021, siendo militante del Partido Socialista Unido de Venezuela.

#### Alcaldes
| Período                            | Alcalde                    | Partido político / Alianza | % de votos | Notas |
| ---------------------------------- | -------------------------- | -------------------------- | ---------- | --- |
| 1989 - 1992                        | Claudio Fermín             | AD                         | 43,65      | Primer alcalde bajo elecciones directas |
| 1992 - 1995                        | Aristóbulo Istúriz         | LCR                        | 34,45      | Segundo alcalde bajo elecciones directas |
| 1995 - 2000                        | Antonio Ledezma            | AD                         | -          | Tercer alcalde bajo elecciones directas (se realizaron elecciones generales adelantadas en el 2000 debido a la aprobación de la Constitución de 1999) |
| 2000 - 2004                        | Freddy Bernal              | MVR                        | 50,06      | Cuarto alcalde bajo elecciones directas |
| 2004 - 2008                        | Freddy Bernal              | MVR                        | 73.89      | Reelecto |
| 2008 - 2013                        | Jorge Rodríguez            | PSUV                       | 55.59      | Quinto alcalde bajo elecciones directas (se postergan 1 año las elecciones municipales pautadas para finales del 2012)                                |
| 2013 - 2017                        | Jorge Rodríguez            | PSUV                       | 54.55      | Reelecto (designado como Ministro de Comunicación e información a finales de 2017)                                                                    |
| 2017                               | Luis Lira Ochoa            | PSUV                       | -          | Alcalde encargado |
| 2017 - 2021                        | Erika Farías               | PSUV                       | 66,18      | Sexta alcaldesa bajo elecciones directas. Primera mujer en asumir el cargo                                                                            |
| 2021                               | Caryslia Beatriz Rodríguez | PSUV                       | -          | Alcaldesa encargada luego de la renuncia de Erika Farías.                                                                                             |
| 2021 - 2025                        | Carmen Meléndez            | PSUV                       | 58,94      | Séptima alcadesa bajo elecciones directas. |
| Fuente: Consejo Nacional Electoral |                            |                            |            | |

### Poder legislativo
El Concejo Municipal de Caracas, o Concejo Municipal del Municipio Libertador de Caracas, representa el Poder Legislativo de ese municipio autónomo, tiene su sede en el Palacio Municipal de Caracas ubicado frente a la Plaza Bolívar de Caracas
Está formado por 13 concejales electos cada 4 años.

#### Composición Actual del Concejo Municipal
Período 2021 - 2025
| Concejales:           | Partido político / Alianza |
| --------------------- | -------------------------- |
| Doralis Silva         | PSUV                       |
| Alexander Aranguren   | PSUV                       |
| Danniellys Angulo     | PSUV                       |
| Armando Graterol      | PSUV                       |
| Jimmy Gudiño          | PSUV                       |
| Edwin Velasquez       | PSUV                       |
| José Reyes            | PSUV                       |
| Jesus García          | PSUV                       |
| Dario Vivas           | PSUV                       |
| Antonieta De Stefano  | PSUV                       |
| Caryslia Rodríguez    | PSUV                       |
| Mayerling Occhino     | LÁPIZ                      |
| José Gregorio Caribas | UNT MUD                    |

## Imágenes

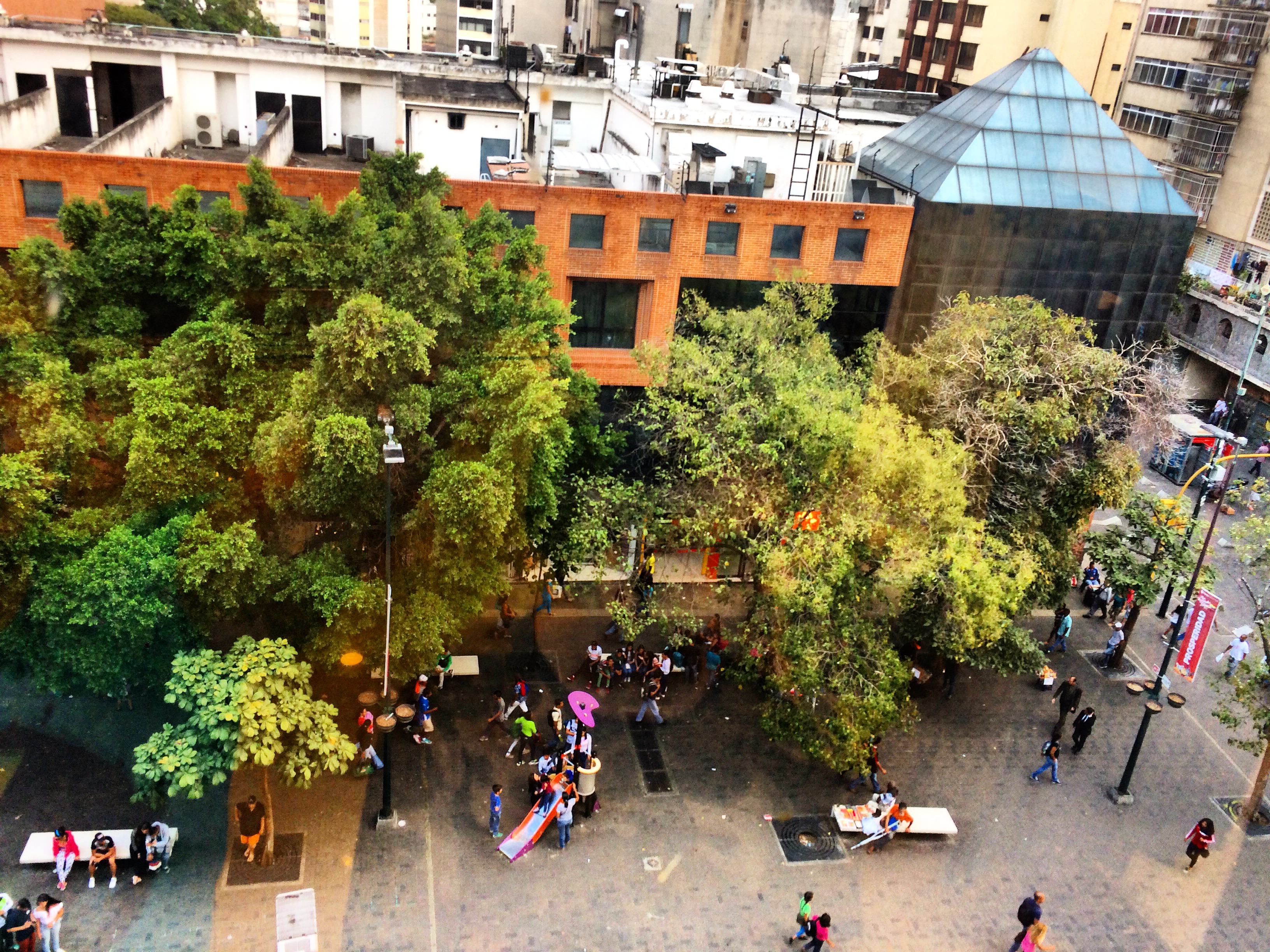
Bulevar de Sabana Grande, arquitectura y vegetación.
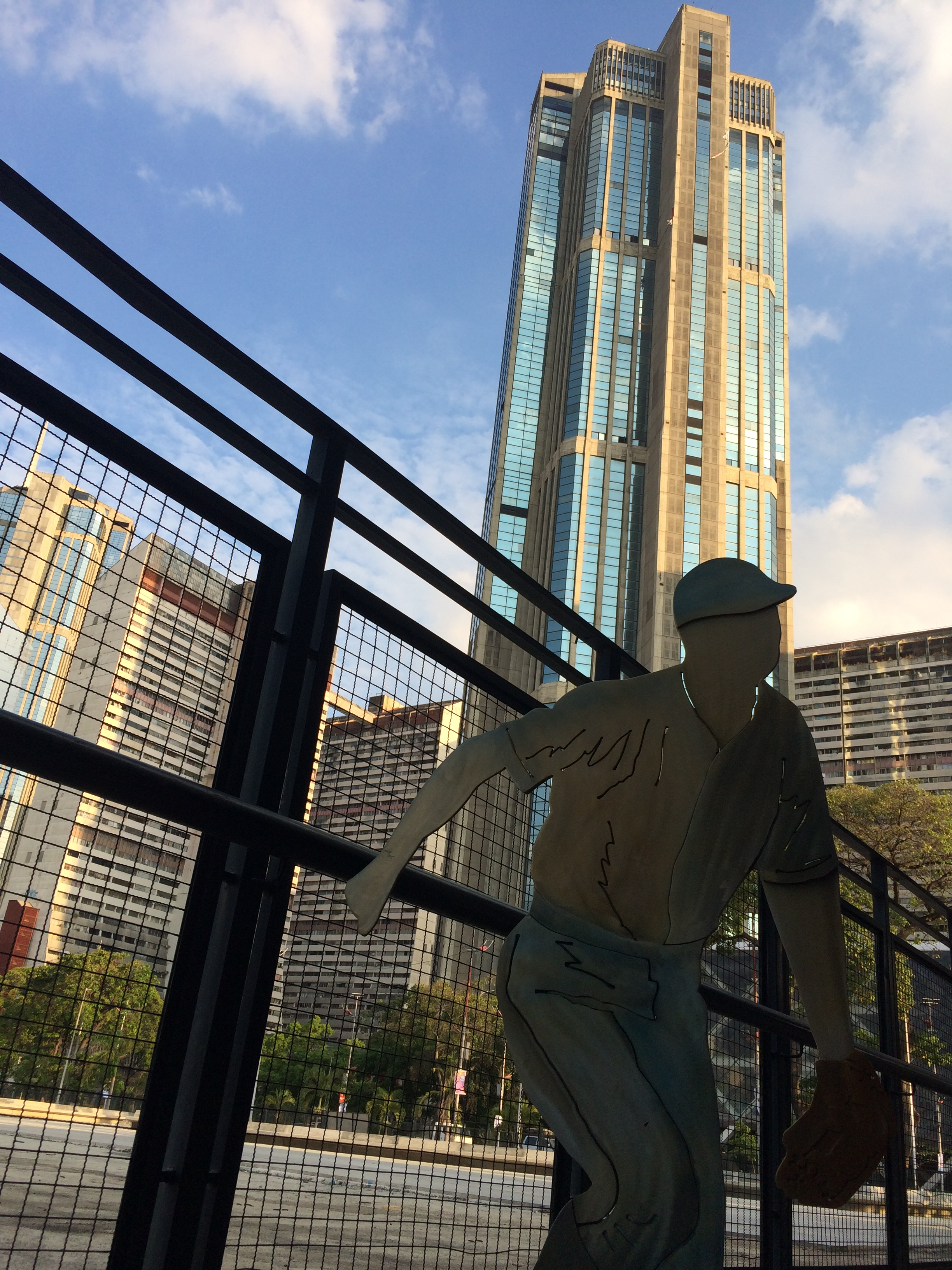
Parque Central desde la Galería de Arte Nacional.
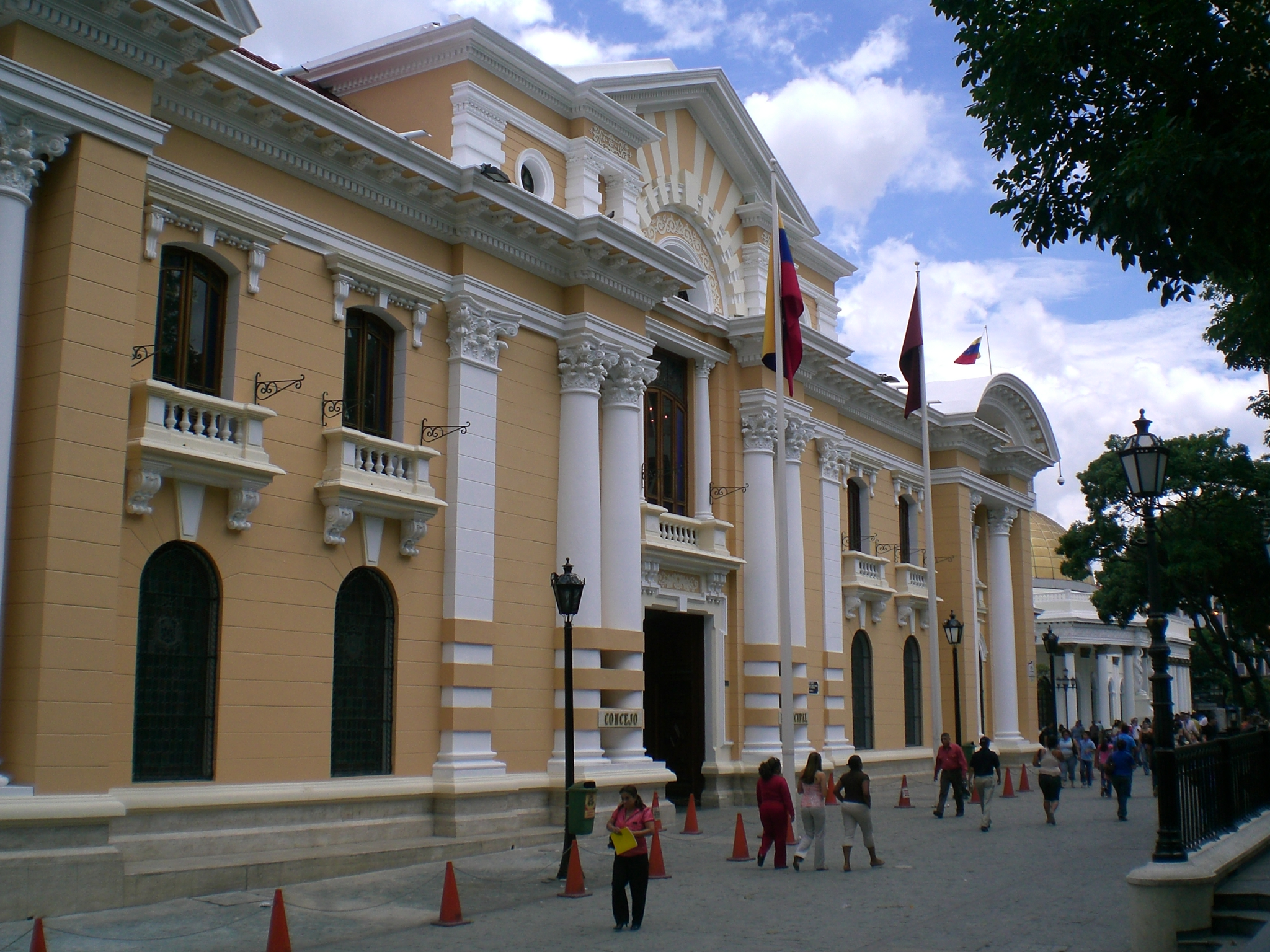
Palacio Municipal de Caracas, visto desde la Plaza Bolívar.
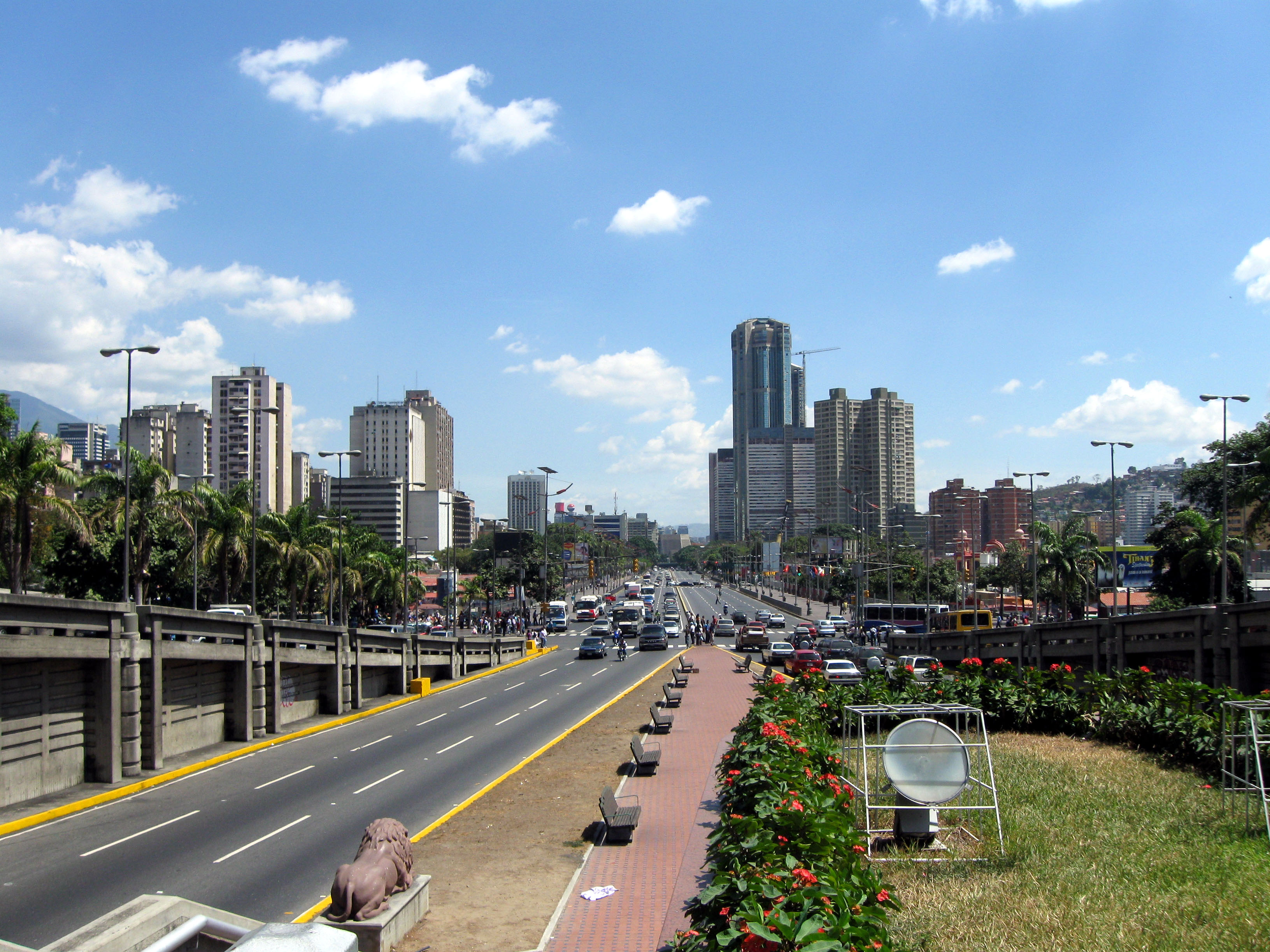
Avenida Bolívar, Municipio Libertador.
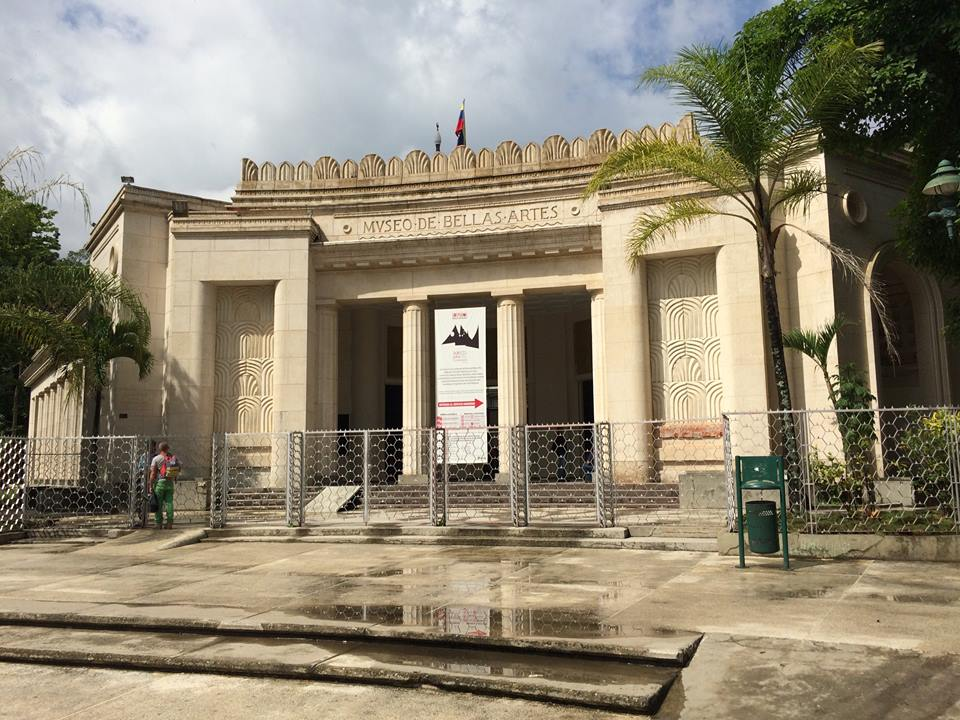
Museo de Bellas Artes en Caracas.
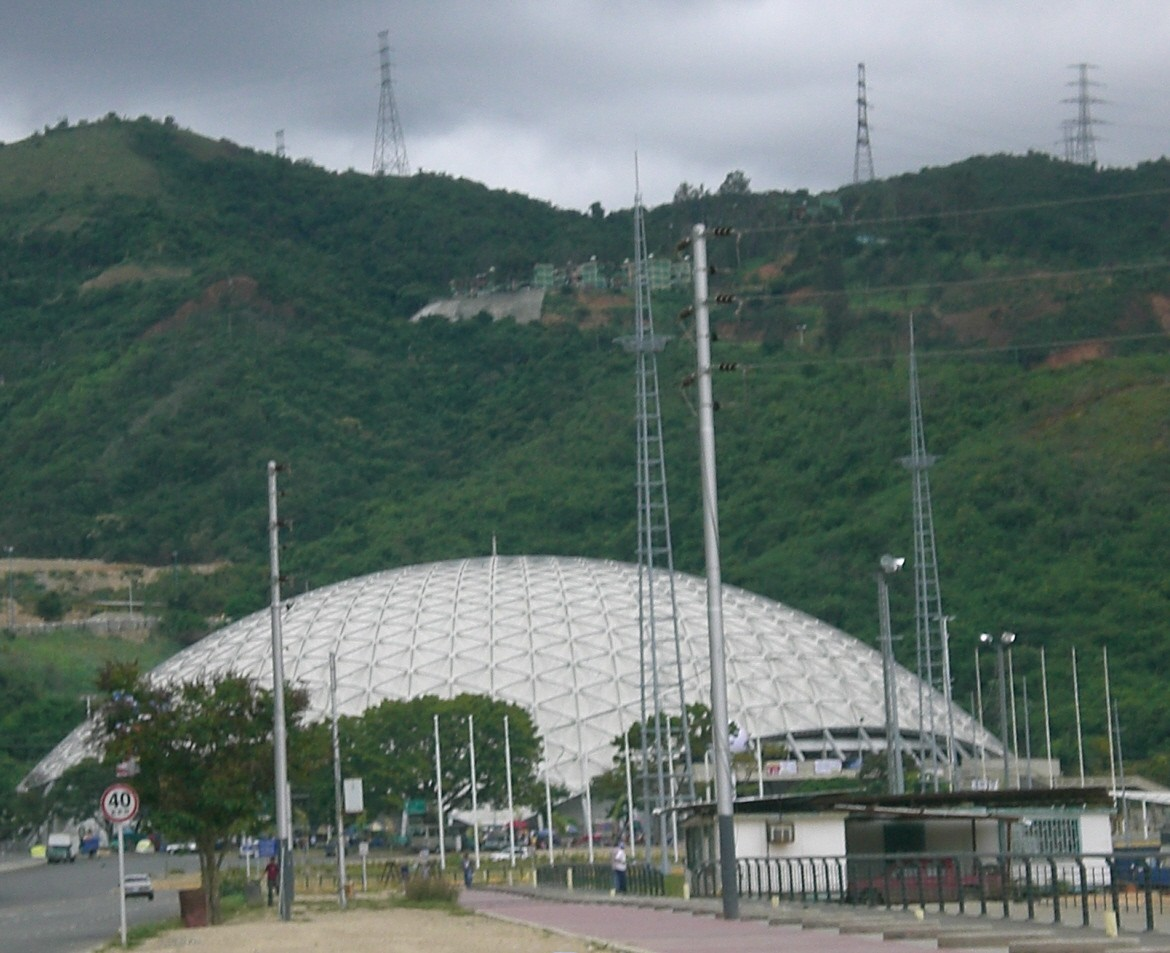
Poliedro de Caracas ubicado en la Parroquia Coche, Municipio Libertador.
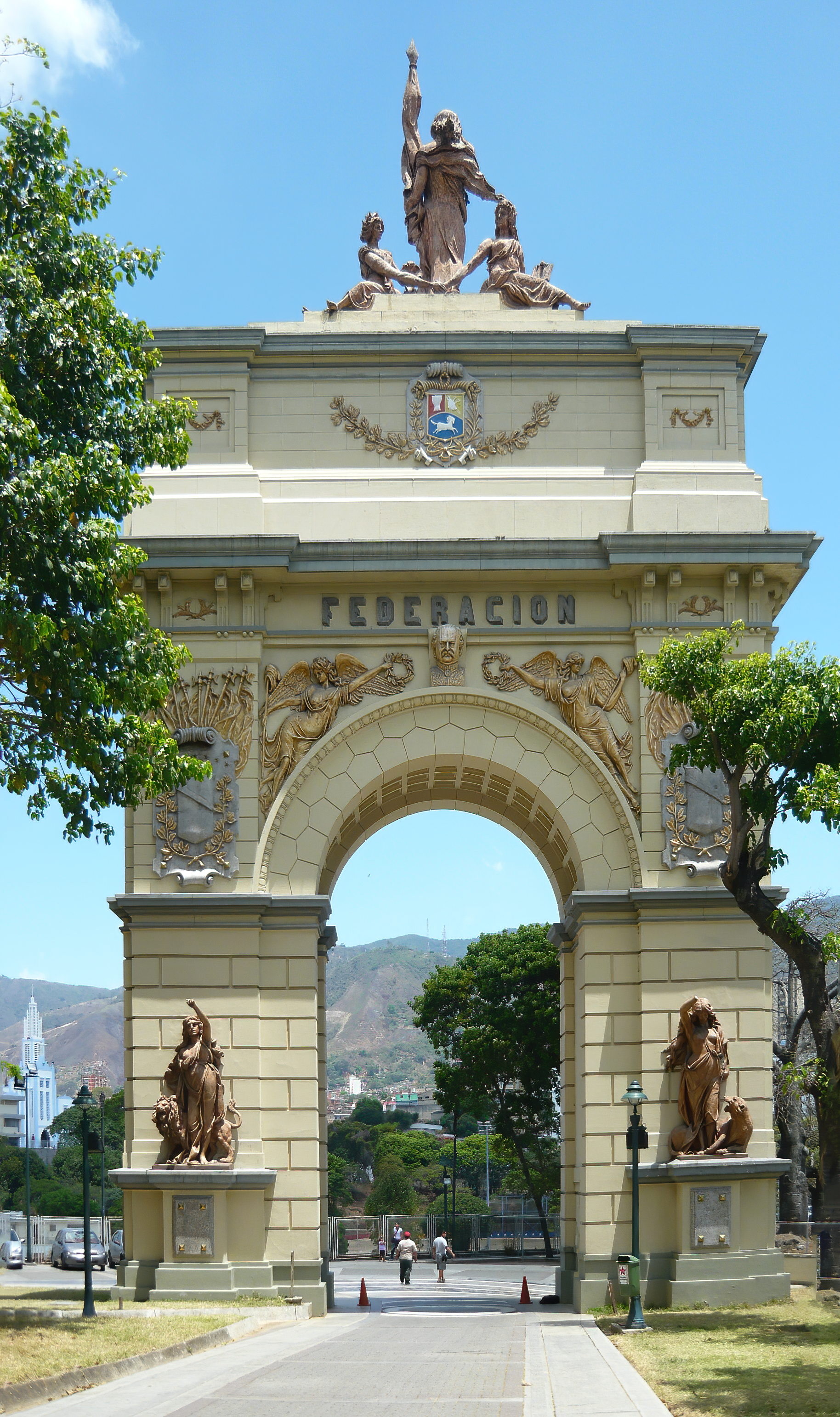
Arco de la Federación, Municipio Libertador de Caracas.
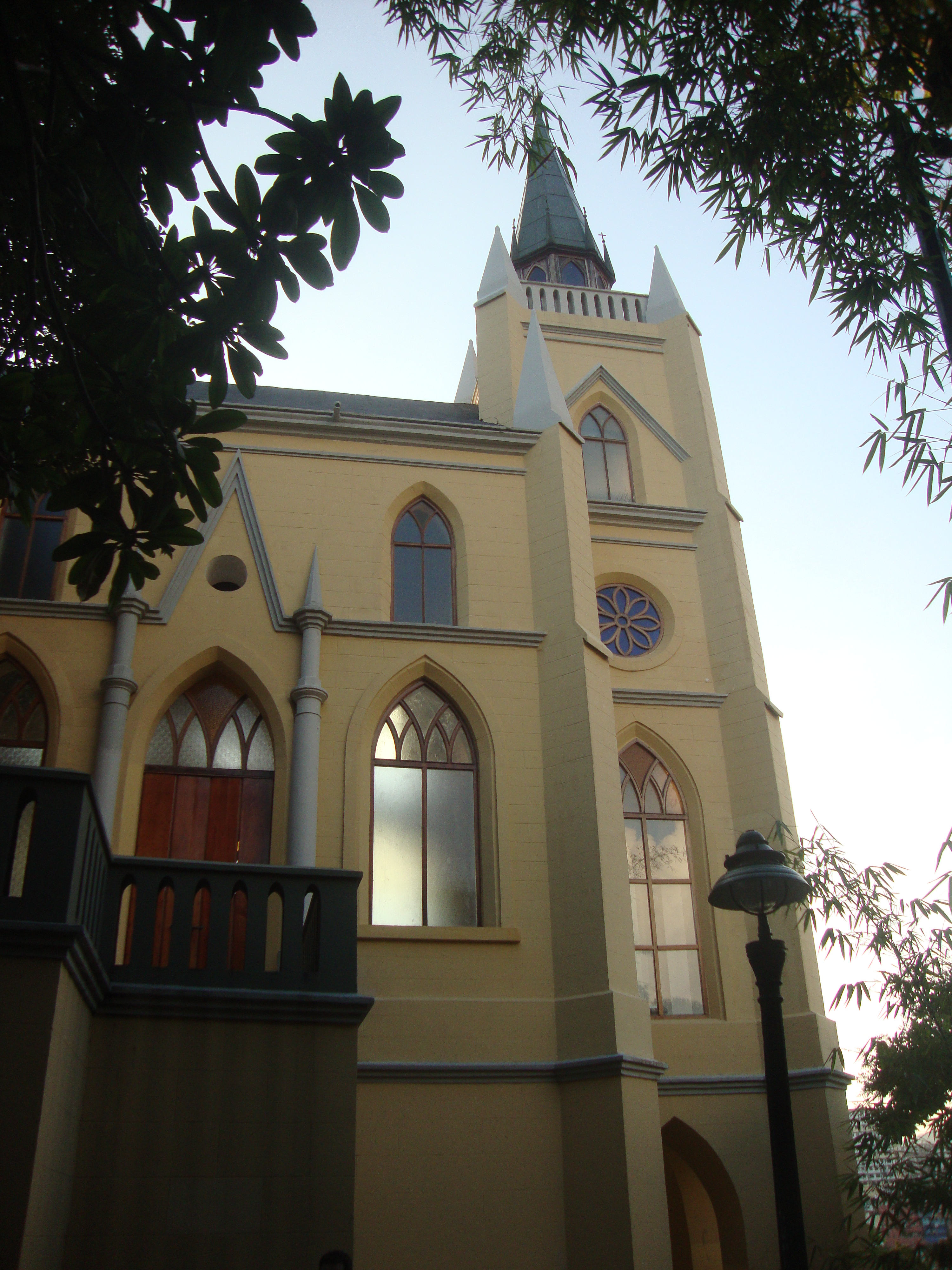
El Calvario en Caracas. Capilla de Nuestra Señora de Lourdes.
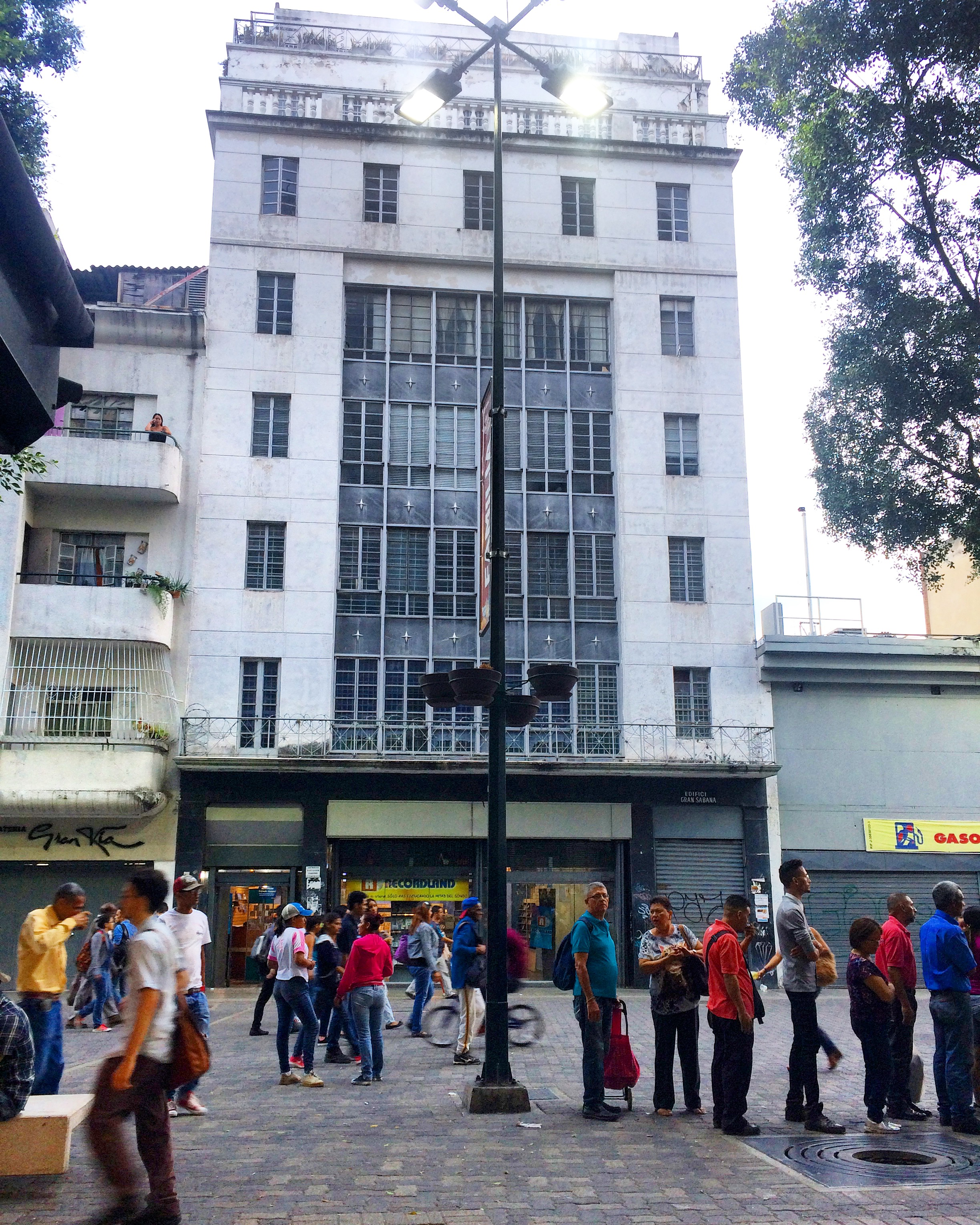
Patrimonio arquitectónico moderno en Sabana Grande.
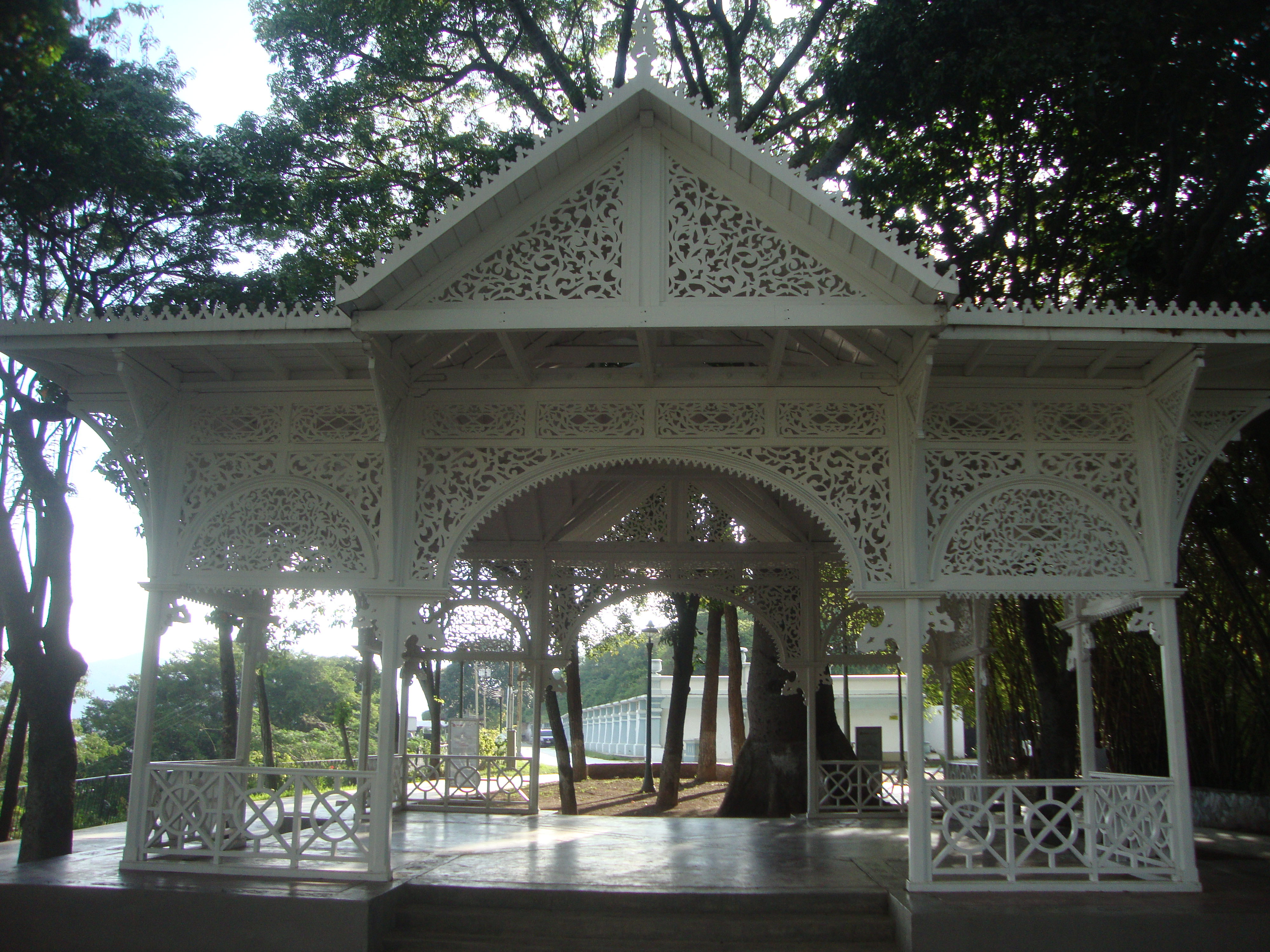
El Gazebo del Parque El Calvario.
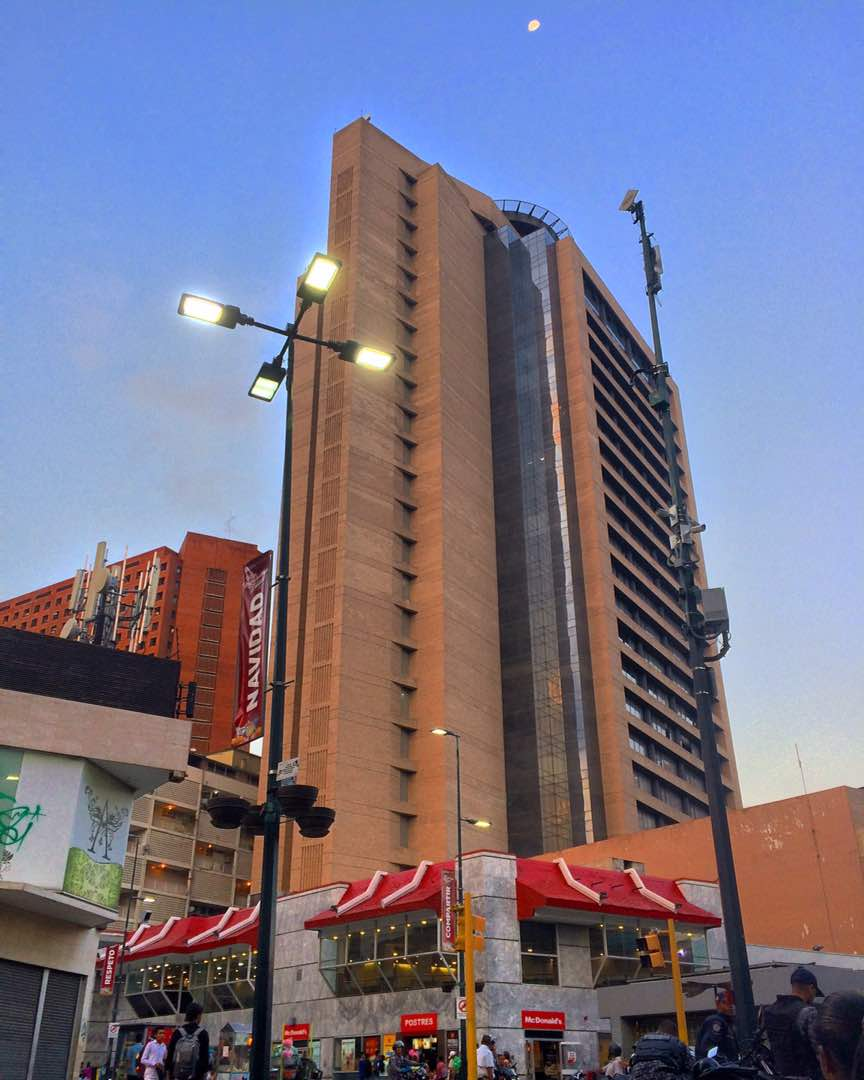
Centro Empresarial Sabana Grande.
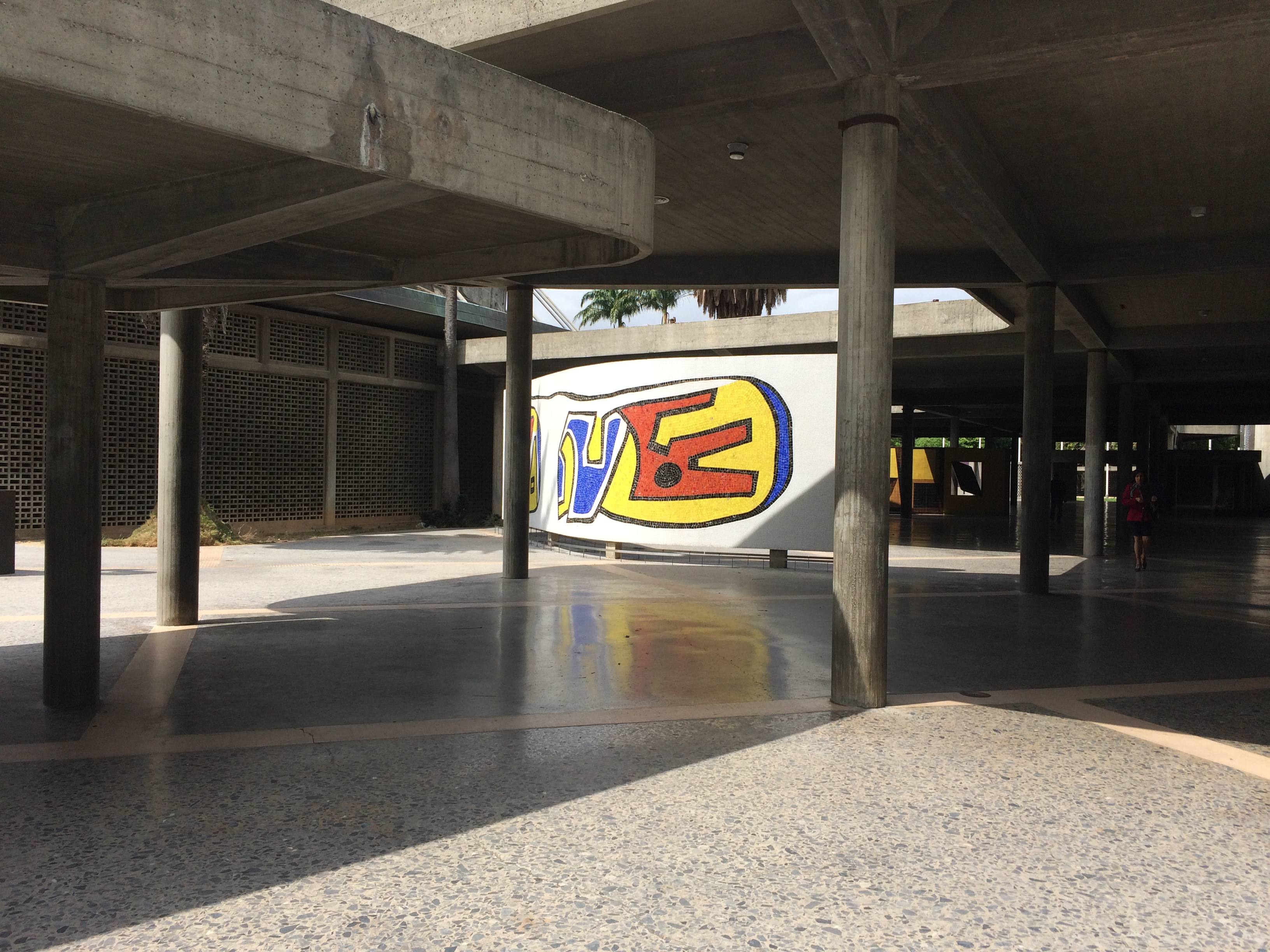
Ciudad Universitaria en la Universidad Central de Venezuela.